# Manuel al II-lea al Portugaliei
Manuel al II-lea (Manuel Maria Filipe Carlos Amélio Luís Miguel Rafael Gabriel Gonzaga Francisco de Assis Eugénio de Bragança Orleães Sabóia e Saxe-Coburgo-Gotha), (n. 15 noiembrie 1889, Belém⁠(d), Districtul Lisabona, Portugalia – d. 2 iulie 1932, Greater London, Anglia, Regatul Unit) a fost al 34-lea (sau al 35-lea potrivit unor istorici) și ultimul rege al Portugaliei și a domnit în perioada 1908-1910, după asasinarea tatălui său regele Carlos I al Portugaliei și a fratelui său Luís Filipe, Prinț Regal al Portugaliei care era prințul moștenitor. Înainte de ascensiunea la tron a fost Duce de Beja.

## Primii ani

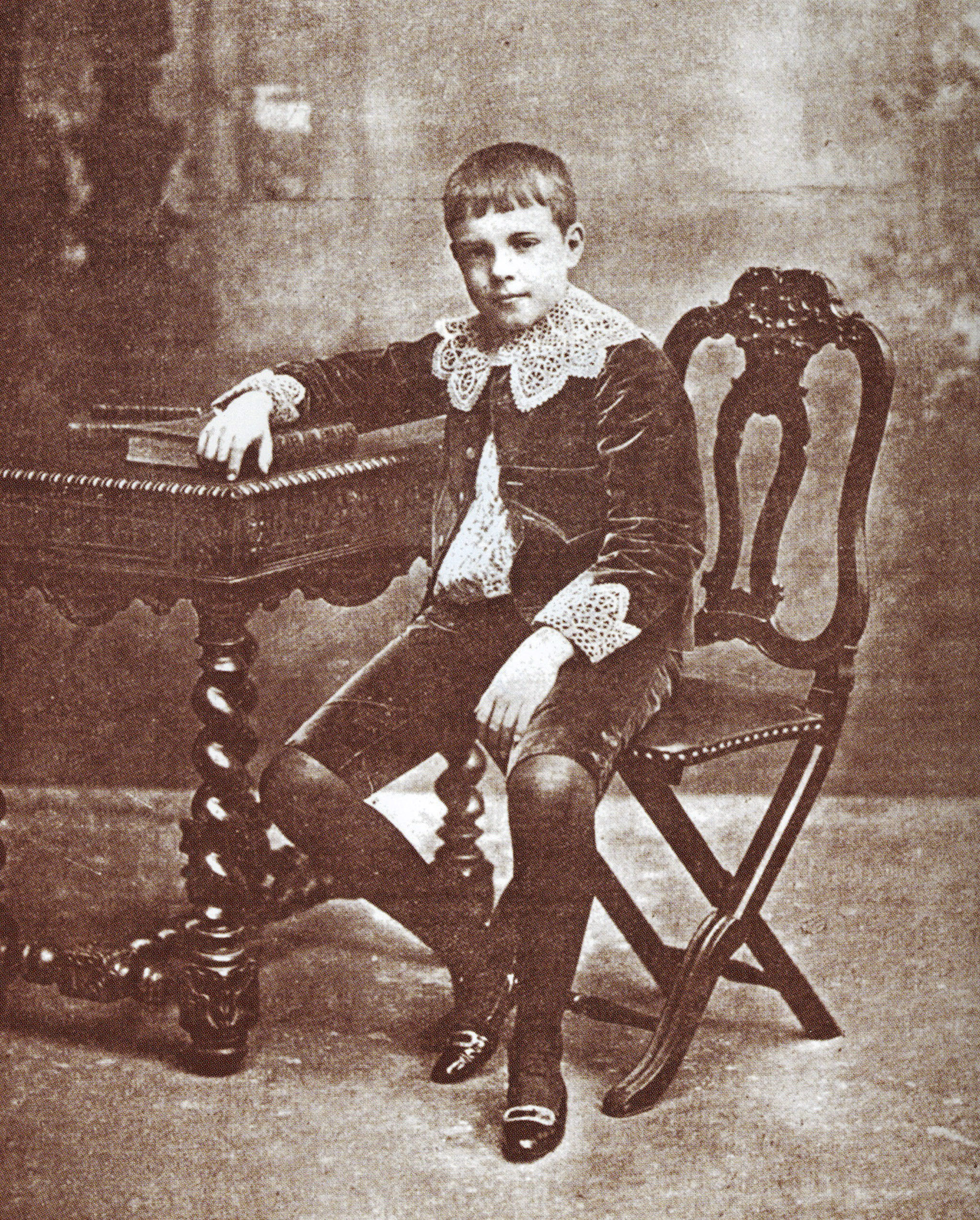
Infantele D. Manuel, Duce de Beja,
c. 1901, în jurul vârstei de 12 ani.

Infantele Manuel s-a născut în ultimul an de domnie al bunicului său, regele Luís I; el a fost al treilea copil, și fiul cel mic al lui Carlos I al Portugaliei și Amélie de Orleans. S-a născut la Palatul Belém din Lisabona, cu șapte luni înainte ca tatăl său să acceadă la tronul Portugaliei. A fost botezat câteva zile mai târziu, avându-l drept naș pe bunicul matern. Fostul împărat Pedro al II-lea al Braziliei, care fusese detronat de pe tronul Brazilei în ziua nașterii lui Manuel, a participat la ceremonie. 
A primit o educație tradițională acordată unui membru al familiei regale, fără preocupări politice, cum era cazul cu fratele lui mai mare, care era destinat să devină rege. El a studiat istoria și limbile străine, iar la vârsta de șase ani deja vorbea și scria în limba franceză. A studiat muzica cu pianistul Alexandre Rey Colaço. De la început el a demonstrat o înclinație către literatură și lectură, în contrast cu fratele său mai mare, care a fost mai interesat de activitățile fizice. În stilul impus de străbunici (regina Maria a II-a și regele Fernando al II-lea), educația lui Manuel a inclus călărie, scrimă, canotaj, tenis și grădinărit. El a fost un mare admirator de muzică, în special Beethoven și Wagner, și a cântat la pian.
Ca tânăr, Manuel s-a jucat cu copiii contelui de Figueiró, copiii contelui de Galveias și avea cu restul familiilor de la Curte relații cordiale și plăcute. În 1902, el a primit lecții de literatură latină și germană de la Franz Kerausch, iar mai târziu lecții de matematică de la Marquês Leitão, limba și literatura franceză de la M. Boeyé, limba și literatura engleză de la Alfredo King, religie și morală de la părintele Domingos Fructuoso și pian de la Alexandre Rey Colaço. 

## Regicid

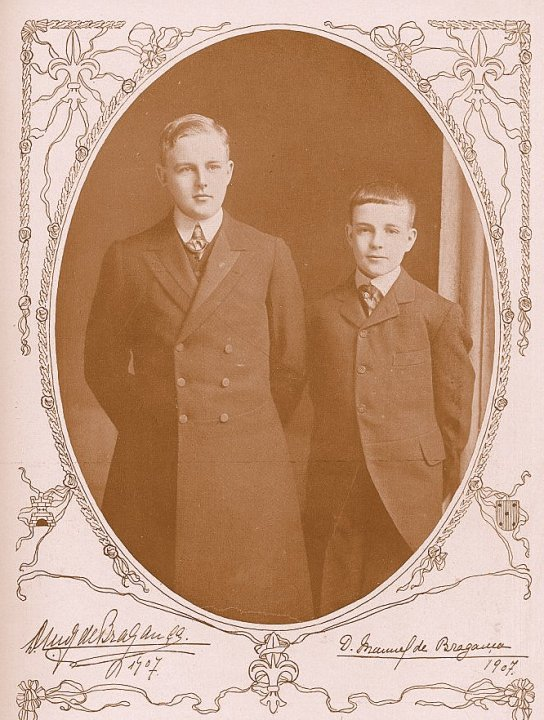
Luís Filipe, Prinț Regal al Portugaliei și Infantele Manuel, Duce de Beja, 1907.

La 1 februarie 1908 familia regală s-a întors de la Vila Viçosa la Lisabona. Au călătorit cu trenul la Barreiro și, de acolo, au luat un vas cu aburi cu care au traversat râul Tagus și au debarcat în centrul Lisabonei. În drum spre palatul regal, trăsura deschisă în care se aflau regele Carlos I și familia sa a trecut prin Terreiro do Paço. În timp ce traversau piața, doi activiști republicani, Alfredo Costa și Manuel Buiça, au tras focuri de armă din mulțime.
Regele a murit imediat, moștenitorul său, Luís Filipe, a fost rănit mortal iar Prințul Manuel a fost lovit în braț. Doar regina a scăpat fără răni. Cei doi asasini au fost uciși pe loc de către poliție și gărzile de corp; un spectator nevinovat a fost ucis, de asemenea, în confuzia generală. Douăzeci de minute mai târziu a murit și prințul Luís Filipe. Câteva zile mai târziu, fiul cel mic, prințul Manuel, a fost proclamat rege al Portugaliei. 

## Rege al Portugaliei și Algarves
Primul său act a fost să se întâlnească cu Consiliul său de stat și să solicite demisia primului ministru João Franco, a cărui politică poate să fi fost responsabilă pentru tragedie. El a numit imediat un guvern de unitate națională, prezidat de amiralul Francisco Joaquim Ferreira do Amaral. 
În timpul unei vizite la Paris în iulie 1909, regele a întâlnit-o pe Gaby Deslys, actriță și dansatoare, cu care a început imediat o relație care a durat până la sfârșitul domniei lui Manuel al II-lea. Se credea că, după această primă întâlnire, regele i-a trimis lui Deslys un colier de perle în valoare de 70.000 dolari: mai multe cadouri au urmat la scurt timp, inclusiv un colier de diamante, cu perle albe și negre într-o bandă de platină.
În străinătate relația lor a fost pe primele pagini ale ziarelor din Europa și America de Nord, mai ales după ce a fost detronat. În interviuri publice, Gaby Deslys nu a negat niciodată dar întotdeauna a refuzat sa comenteze relația ei cu regele. După exilul lui, ei vor continua să se întâlnească, în special în timp ce ea a avut angajamente pe scena din Londra. Când Gaby s-a mutat la New York, în vara anului 1911, relația lor s-a rupt.
În primăvara anului 1912, Manuel a vizitat Elveția unde a întâlnit-o pe Augusta Victoria de Hohenzollern, Prințesă de Hohenzollern-Sigmaringen (1890–1966) și a fost foarte impresionat de ea. În anul următor, la 4 septembrie 1913, Manuel s-a căsătorit cu Prințesa Augusta Victoria, verișoara sa (ea era nepoata Infantei Antónia de Braganza), și fiica lui Wilhelm, Prinț de Hohenzollern. La nuntă au participat Prințul de Wales (viitorul Eduard al VII-lea al Regatului Unit), regele Alfonso al XIII-lea al Spaniei și reprezentanți ai caselor regale din Europa, inclusiv Spania, Germania, Italia, Franța și România. Mariajul a durat până la decesul fostului rege și cuplul nu a avut niciodată copii. 